# Hans Rustad (journalist)
 For alternative betydninger, se Hans Rustad. (Se også artikler, som begynder med Hans Rustad)
Hans Rustad (født 1950 i Eidsvoll) er en norsk journalist, forlægger og blogger, der siden 2003 har udgivet den national- og kulturkonservative blog Document.no, som ved årsskiftet 2015/16 fik en dansk aflægger Document.dk, der frem til marts 2016 var redigeret af Uriaspostens grundlægger Kim Møller. Rustad er kendt som islamkritisk, modstander af masseindvandring og er meget positiv overfor Israel.
Hans Rustad arbejdede tidligere som redaktionsassistent ved VG og journalist ved Morgenbladet og NTB. Som ung var han aktiv i Sosialistisk Ungdomsforbund og ifølge Asle Toje i AKP-ML, men ændrede siden politisk orientering.

## Tid som redaktør i netstedetDocument
Rustad blev senere strøget fra forsvarets vidneliste, under retssagen efter terrorangrebene i Norge 22. juli 2011.